# Discografia del Management del dolore post-operatorio
La discografia del Management del dolore post-operatorio, gruppo musicale italiano in attività dal 2006, consiste in sei album in studio, un mixtape, diciotto singoli, dieci singoli promozionali e ventidue video musicali. Il gruppo è attualmente composto da Luca Romagnoli e Marco Di Nardo, rispettivamente autore dei testi e compositore delle musiche.

## Album

### Album in studio
| Anno | Titolo |
| ---- | --- |
| 2012 | Auff!! - Pubblicato: 5 febbraio 2012 - Etichetta: MArteLabel - Formati: CD, MC, LP, download digitale               |
| 2014 | McMAO - Pubblicato: 11 marzo 2014 - Etichetta: MArteLabel, Universal - Formati: CD, download digitale               |
| 2015 | I Love You - Pubblicato: 28 aprile 2015 - Etichetta: La Tempesta - Formati: CD, download digitale                   |
| 2017 | Un incubo stupendo - Pubblicato: 10 marzo 2017 - Etichetta: La Tempesta, Garrincha - Formati: CD, download digitale |
| 2019 | Sumo - Pubblicato: 13 novembre 2019 - Etichetta: Full Heads, Audioglobe - Formati: CD, download digitale            |
| 2022 | Ansia capitale - Pubblicato: 10 giugno 2022 - Etichetta: Garrincha, Sony Music - Formati: CD, LP, download digitale |

### Mixtape
| Anno | Titolo                                                                                               |
| ---- | --- |
| 2008 | Mestruazioni - Pubblicato: 13 novembre 2008 - Etichetta: Videoradio - Formati: CD, download digitale |

## Singoli
| Anno                                                                           | Titolo                                   | Classifiche | Album di provenienza |
| Anno                                                                           | Titolo                                   | ITA Ind.    | Album di provenienza |
| ------------------------------------------------------------------------------ | ---------------------------------------- | ----------- | -------------------- |
| 2013                                                                           | La pasticca blu                          | 7           | McMAO                |
| 2014                                                                           | James Douglas Morrison                   | 47          | McMAO                |
| 2015                                                                           | Scimmie                                  | 11          | I Love You           |
| 2015                                                                           | Via da qua (feat. 99 Posse)              | —           | /                    |
| 2016                                                                           | Naufragando                              | 67          | Un incubo stupendo   |
| 2017                                                                           | Un incubo stupendo                       | 63          | Un incubo stupendo   |
| 2017                                                                           | Il vento                                 | —           | Un incubo stupendo   |
| 2018                                                                           | Kate Moss                                | 7           | /                    |
| 2019                                                                           | Saturno fa l'hula hoop                   | 71          | /                    |
| 2019                                                                           | Come la luna                             | 59          | Sumo                 |
| 2020                                                                           | Un giorno dopo l'altro (con Ceroli)      | —           | /                    |
| 2020                                                                           | Sto impazzendo                           | —           | Sumo                 |
| 2022                                                                           | Ansia capitale                           | 84          | Ansia capitale       |
| 2022                                                                           | Multiculti Supermarket                   | 40          | Ansia capitale       |
| 2022                                                                           | Più mi odi più mi amo                    | 46          | Ansia capitale       |
| 2022                                                                           | Il demonio (con Nicolò Carnesi e Cimini) | —           | /                    |
| 2023                                                                           | Anita                                    | 31          | /                    |
| 2023                                                                           | Iperfelice (con Mobrici)                 | 27          | /                    |
| "—" indica una pubblicazione non classificata o non distribuita in quel Paese. |                                          |             |                      |

### Singoli promozionali
| Anno                                                                           | Titolo                                  | Classifiche | Album di provenienza |
| Anno                                                                           | Titolo                                  | ITA Ind.    | Album di provenienza |
| ------------------------------------------------------------------------------ | --------------------------------------- | ----------- | -------------------- |
| 2010                                                                           | Nei palazzi                             | —           | /                    |
| 2012                                                                           | Pornobisogno                            | 66          | Auff!!               |
| 2012                                                                           | Auff!!                                  | 17          | Auff!!               |
| 2012                                                                           | Irreversibile                           | 29          | Auff!!               |
| 2014                                                                           | Il cinematografo                        | 14          | McMAO                |
| 2014                                                                           | Oggi chi sono                           | 11          | McMAO                |
| 2015                                                                           | Vieni all'inferno con me                | —           | I Love You           |
| 2017                                                                           | Esagerare sempre                        | —           | Un incubo stupendo   |
| 2019                                                                           | Sumo                                    | 49          | Sumo                 |
| 2023                                                                           | Non la vedo bene (con Lo Stato Sociale) | —           | Ansia capitale       |
| "—" indica una pubblicazione non classificata o non distribuita in quel Paese. |                                         |             |                      |

## Video musicali
| Anno | Titolo                      | Regia                          |
| ---- | --------------------------- | ------------------------------ |
| 2010 | Nei palazzi                 | Andrea Silvestro               |
| 2012 | Pornobisogno                | Carmine Amoroso                |
| 2012 | Auff!!                      | Davide Pompeo                  |
| 2012 | Irreversibile               | Luca Madonna                   |
| 2013 | La pasticca blu             | Luca Romagnoli                 |
| 2014 | Oggi chi sono               | Fabio Gargano                  |
| 2014 | Il cantico delle fotografie | Lo Stato Sociale               |
| 2015 | Scimmie                     | Ignoro Disoncelli, Alvin Sonic |
| 2015 | Vieni all'inferno con me    | Luca Romagnoli                 |
| 2015 | Via da qua                  | Duilio Scalici                 |
| 2016 | Naufragando                 | Ivan D'Antonio                 |
| 2017 | Un incubo stupendo          | Carmine Amoroso                |
| 2017 | Il vento                    | Ivan D'Antonio                 |
| 2017 | Esagerare sempre            | Andy Warrior                   |
| 2018 | Kate Moss                   | Giulia Achenza                 |
| 2019 | Saturno fa l'hula hoop      | Ivan D'Antonio                 |
| 2019 | Come la luna                | Duilio Scalici                 |
| 2020 | Un giorno dopo l'altro      | Tiziano Feola                  |
| 2020 | Sto impazzendo              | Lapo Tirelli, Nina Bonizzato   |
| 2023 | Anita                       | Germana Stella                 |
| 2023 | Iperfelice                  | Manuele Fusaroli               |
| 2023 | Non la vedo bene            | Valentina Grilli               |